# Stream TV
Stream TV è stata una piattaforma televisiva a pagamento italiana edita da Stream S.p.A..
Inizialmente disponibile solamente per la televisione digitale via cavo, in seguito venne resa disponibile anche per la televisione digitale satellitare.
È stata la prima piattaforma televisiva a pagamento per la televisione via cavo destinata al mercato italiano.
La piattaforma era disponibile anche a San Marino e nella Città del Vaticano.

## Storia

### 1996: il cavo
Stream TV venne lanciata nel giugno 1996 come prima piattaforma televisiva a pagamento via cavo italiana.
In realtà, il vero obiettivo di Stream, come ricostruito dal provvedimento 8386 del 2000 dell'Autorità Garante della Concorrenza e del Mercato era quello di sviluppare e fornire servizi multimediali interattivi (quali video on demand, pay-per-view, home banking, home shopping), anche perché, per effetto della Legge 223/90 la radiodiffusione sonora o televisiva da parte dei soggetti diversi dalla concessionaria pubblica ovvero Rai non può essere rilasciata [..] a società a prevalente partecipazione pubblica quale era STET e quindi Stream.
Come dichiarato dall'allora amministratore delegato di STET in audizione alla Camera dei deputati, Stream aveva l'intento di porsi come un centro servizi, un anello di congiunzione tra i fornitori di contenuti ovvero il mercato televisivo e i fornitori della rete (STET), senza intendimento di mettersi a produrre televisione, né di dar corso ad un ruolo di raccolta pubblicitaria.
Nel 1996 il break even era previsto al raggiungimento di 2 milioni di abbonati.
Per la diffusione del segnale, veniva utilizzata la rete in fibra ottica posata nelle più importanti città italiane da Telecom Italia nella realizzazione del Progetto SOCRATE, al quale Miro Allione, fondatore di Stream S.p.A. nonché presidente e AD, aveva partecipato unitamente al suo ideatore, Ernesto Pascale. Una volta giunto alle abitazioni allacciate alla rete in fibra, il segnale passava attraverso un cavo coassiale fino alla presa a muro dove, mediante un cavo compatibile anche per la ricezione dei programmi terrestri, giungeva al decoder con lo standard DVB-C (sviluppato insieme a IBM), per poi essere decodificato e decriptato grazie alla smart card Irdeto inserita nel decoder.
Nel 1997 stipula diversi accordi con Cecchi Gori Communication, Universal, Medusa, Istituto Luce, Mikado Film per la trasmissione dei film da loro prodotti all'interno della propria offerta commerciale; in base a quanto riportato dal già citato provvedimento AGCM 8386 e anche dallo studio dell'Università delle Marche Diritti televisivi, oligopolio ed intervento antitrust nella pay tv a cura di Nicola Matteucci, Stream avrebbe dichiarato difficoltà ad acquisire tali diritti cinematografici per via della forte presenza di TELE+, che già intratteneva relazioni commerciali analoghe con le principali major cinematografiche (di cui si era in precedenza aggiudicata i diritti) oltre al fatto di essere una società controllata da un operatore puro di telecomunicazioni, mentre il concorrente era parte di una holding del segmento televisivo.
Sarà poi dal 1999, con l'ampliamento della compagine azionaria a società del comparto audiovisivo, che aumenterà la dotazione dei contenuti cinematografici in seno a Stream.

### 1998: il satellite
Nell'ambito di diffusione della piattaforma sull'intero territorio nazionale, nel marzo 1998 Stream TV inizia a trasmettere via satellite su Hot Bird: da quel momento in poi fu necessario installare sul tetto della propria abitazione un'antenna parabolica orientata al 13º grado est, che riceveva il segnale dal satellite e lo inviava al decoder tramite un cavo coassiale con lo standard DVB-S, per poi essere decodificato e decriptato dalla smart card, dapprima Irdeto e poi VideoGuard. La versione via cavo continuò tuttavia a coesistere, nonostante l'accantonamento del progetto SOCRATE (a causa della crescente diffusione dello standard ADSL e della difficoltà materiale di stendere la rete in fibra ottica che prevendeva numerose opere di scavo per le strade delle città): era possibile abbonarvisi solamente se la propria abitazione era stata cablata alla rete in fibra (nel 1997 si contavano 14.000 abbonati con questa tecnologia).
Inoltre, in quell'anno debuttò anche lanciando servizi multimediali interattivi propri, essendo avvenuta la parziale privatizzazione di Telecom Italia, la nuova ragione sociale di STET e chiude l'esercizio con un fatturato di 23 miliardi di lire.

### 1999-2002: l'acquisizione da parte di News Corporation
Nel dicembre 1998 News Corporation si mostrò interessata all'acquisto di Stream S.p.A., una delle due società leader della pay TV in Italia. Tuttavia, come dichiarato dall'allora presidente e AD dell'azienda Miro Allione, l'accordo preliminare non andò in porto, a causa di alcuni problemi sull'acquisto dei diritti TV delle competizioni calcistiche. L'accordo venne in seguito concluso nell'aprile 1999, con l'acquisto del 35% di Stream da parte di News Corporation insieme a Finmavi (gruppo Cecchi Gori) con il 18% e Società Diritti Sportivi (12%), che si affiancarono a Telecom Italia (35%), la quale incassò 130 miliardi di lire.
Proprio nei primi mesi del 1999, a causa di contrasti con il consiglio di amministrazione della società il presidente ed amministratore delegato Miro Allione si dimise e lasciò l'azienda.
Grazie al già menzionato lavoro di Matteucci, Stream passa dall'avere 385.000 abbonati a fine 1999 a 820.000 nel 2002; TELE+ ne registrava 1,6 milioni, con una quota di mercato a fatturato del 75% e ad abbonati del 66%, pari quindi a un 25% e 34% di Stream. Il gap deriva dal minor prezzo dell'abbonamento proposto da Stream ai clienti rispetto all'offerta del competitor, che però era più completa, offrendo molti più contenuti sia cinematografici (accordi di distribuzione con 7 major mondiali, a fronte di uno solo di Stream) che sportivi (8 club in esclusiva contro i 4 di Stream).
L'incremento di abbonamenti a Stream derivò dallo sbarco delle partite di Serie A e Serie B sul proprio bouquet, avendo acquisito i diritti per la trasmissione delle partite di Roma, Lazio, Fiorentina, Parma, Udinese, Venezia, Lecce e Sampdoria oltre che di quasi tutta la Coppa Italia (dai sedicesimi alle semifinali), all'interesse crescente verso la TV digitale ed anche grazie, come già accennato, all'arrivo del socio industriale News Corporation che portò nuove strategie e anche palinsesti, sia lato film che sport.
Nel 1999 Stream offriva:
- un pacchetto basic, denominato Blu Stream, composto da canali tematici (notizie, documentari, cartoni animati, sport, cinema d’autore e film).
- servizio di film in pay-per-view, denominato Prima fila.
- servizi di TV interattiva.
- per i telespettatori collegati via cavo, vi è la possibilità di abbonarsi a Blu Stream ed ai canali di TELE+ (canali Tele+ Bianco, Tele+ Nero e Tele+ Grigio).
- calcio (per le squadre di cui deteneva i diritti o grazie agli accordi con Tele+)

Stream chiuse il 2000 assicurandosi la trasmissione dei canali National Geographic, MT Channel, Duel TV, Comedy Life, del nuovo format Grande Fratello (il cui successo è in gran parte alla base dello sviluppo dei clienti secondo quanto riportato nel Bilancio Telecom Italia al 31.12.2000), oltre che le partite del Napoli Calcio in Serie A, di alcune squadre in Serie B e C e della UEFA Champions League 2000-2001. Si segnala anche il lancio del primo servizio di posta elettronica via TV utilizzabile tramite decoder. Tutte queste novità portarono a 670.000 clienti e 274 miliardi di lire di fatturato.
Per via degli importanti oneri sostenuti per l'ammodernamento dell'infrastruttura tecnologica, l'acquisizione dei diritti e l'assistenza commerciale, sostenne una perdita di 687 miliardi di lire. L'anno dopo arrivarono anche le stagioni 2001-2003 della Champions, gli incontri del Bologna e Fox News.
Negli anni successivi News Corporation acquisì prima il 50% del capitale azionario della società insieme a Telecom Italia (50%) e poi, nel 2002, il 100% ad un prezzo di 42 milioni di dollari. Stream archiviò il 2001 con ricavi per 250 milioni di euro, ebitda negativo di 286 milioni, perdite per 475 milioni di euro.

### 2003: la chiusura
Il 2 aprile 2003 la Commissione europea autorizzò la fusione tra Telepiù S.p.A. e Stream S.p.A. dalla quale sarebbe nata Sky Italia S.r.l., le cui trasmissioni sarebbero ufficialmente iniziate il 31 luglio. Allo scadere della mezzanotte di tale data, infatti, Stream TV confluì assieme a TELE+ Digitale nella nascente Sky Italia, lasciando a quest'ultima tutti i loro abbonati e molti dei servizi televisivi presenti sulle rispettive piattaforme. Sempre in questa data, cessò definitivamente di esistere la televisione via cavo in Italia.

## La codifica del segnale
Stream TV utilizzava la codifica Irdeto per criptare i propri contenuti. A partire dal 2000, limitatamente alla versione satellitare, cominciò dapprima ad affiancarla per poi sostituirla definitivamente con la codifica NDS VideoGuard, a causa delle numerose violazioni del sistema utilizzato in precedenza. In seguito alla legge sul decoder unico, introdusse nei decoder satellitari anche il sistema di codifica SECA Mediaguard, per gli abbonati alla rivale TELE+ Digitale. Negli ultimi mesi della sua esistenza, a causa delle sempre numerose violazioni del sistema, sostituì le restanti smart card Irdeto dei clienti con le nuove Irdeto 2.

## Pacchetti

### Mondo Stream
Pacchetto base incluso in tutte le offerte, comprendeva 58 canali tematici tra cui Comedy Life, Duel TV, Studio Universal, Eurosport, Discovery Channel, National Geographic Channel, Canale Viaggi, Cult Network Italia, Stream Verde, CNN International, Euronews, Fox News, Stream News, Cartoon Network e Fox Kids. Il prezzo era di 14,90 € al mese.

### Cinema Stream
Il pacchetto comprendeva i canali Cinema Stream, Cine Movie e i 58 canali tematici del pacchetto Mondo Stream. Il prezzo era di 24 € al mese.

### Sport Stream
Il pacchetto comprendeva i canali Sport Stream (trasmetteva gli anticipi e i posticipi di Serie A e Serie B, il tennis, la boxe, il motocross e il wrestling), Calcio Stream (trasmetteva il calcio estero e la UEFA Champions League) e i 58 canali tematici del pacchetto Mondo Stream. Il prezzo era di 24 € al mese.

### Famiglia Stream
Comprendeva i pacchetti Cinema Stream, Sport Stream e Mondo Stream. Il prezzo era di 32 € al mese.

### Campionato Stream
Il pacchetto comprendeva il canale Campionato Stream (trasmetteva tutte le partite di Serie A e Serie B intraprese dalle squadre delle quali Stream deteneva i diritti) e i 58 canali tematici del pacchetto Mondo Stream. Il prezzo era di 39,90 € al mese.

### Grande Famiglia Stream
Comprendeva i pacchetti Cinema Stream, Campionato Stream e Mondo Stream. Il prezzo era di 46 € al mese.

### Grande Calcio Stream
Comprendeva i pacchetti Sport Stream, Campionato Stream e Mondo Stream. Il prezzo era di 46 € al mese.

### Tutto Stream
Comprendeva i pacchetti Cinema Stream, Sport Stream, Campionato Stream e Mondo Stream. Il prezzo era di 57 € al mese.

### Options
Era poi possibile aggiungere all'abbonamento come Opzione il canale Roma Channel, al costo mensile di 8 € (15.000 lire fino al 31 dicembre 2001).
In tutti i pacchetti erano inclusi Stream Interactive, il servizio che offriva contenuti interattivi agli abbonati, e Primafila Stream, la pay-per-view di Stream TV.

## Canali televisivi
- Anteprima
- Bloomberg Television
- Calcio Stream
- Campionato Stream
- Canale Viaggi
- Cartoon Network
- CFN-CNBC
- Cine Movie
- Cinema Stream
- CNN International
- Comedy Life
- Cult Network Italia
- Discovery Channel
- Duel TV
- Euronews

- Eurosport
- HSE
- Fox Kids
- MT Channel
- National Geographic Channel
- Roma Channel
- Sex Club (canale per adulti)
- Snai Sat
- Sport Stream
- Stream 1
- Stream 2
- Stream News
- Stream Verde
- Studio Universal
- TVL
- XXXXClub Stream (canali per adulti)

## Servizi interattivi
- Anteprima Stream ITV
- Calcio Stream ITV
- Canale Viaggi ITV
- Cartoni Umani ITV
- Fantacalcio Stream ITV
- Game Action ITV
- Game Strategy ITV
- Grande Fratello ITV (un canale interattivo dedicato alla diretta del programma 24 ore su 24)
- L'almanacco del Calcio ITV
- Music Choice ITV

- Primafila Stream (16 canali pay-per-view)
- Sport Stream ITV
- Stream Arte ITV
- Stream Borsa ITV
- Stream Intesa BCI ITV
- Stream Lotto ITV
- Stream Meteo ITV
- Stream Oroscopo ITV
- Stream TV e-Mail ITV

## Tecnologie

### Decoder

#### Decoder Italtel e Streambox
I primi decoder ufficiali della piattaforma erano prodotti dalla Italtel, con codifica Irdeto e, successivamente, anche codifica NDS VideoGuard. Entrambi erano dotati di sistema Open TV per la fruizione dei servizi interattivi. A partire da agosto 2002, in aggiunta ai decoder Italtel, furono messi in vendita i nuovi Streambox, prodotti dalla Accessmedia e predecessori dei futuri Sky Box di Sky.

### Trasmissione dei contenuti
Stream TV forniva contenuti ai propri abbonati secondo i seguenti standard:
- trasmissione dei contenuti televisivi: DVB-C (cavo) / DVB-S (satellite);
- contenuti video a definizione standard: MPEG-2;
- contenuti audio canali a definizione standard: MPEG-1 Layer II;
- contenuti interattivi: Open TV;
- sistema di accesso condizionato per i contenuti televisivi a pagamento: Irdeto (cavo) / NDS VideoGuard (satellite).

### Eredità tecnologica
La maggior parte della fibra posata per il Progetto SOCRATE è stata acquistata da Fastweb, che l'ha riutilizzata per la propria rete di copertura. La maggioranza delle utenze Fastweb collegate alla fibra ottica al di fuori di Milano fa infatti uso, almeno in parte, dei cavi posati per il progetto SOCRATE.

## Loghi

1993 - 2000[25]
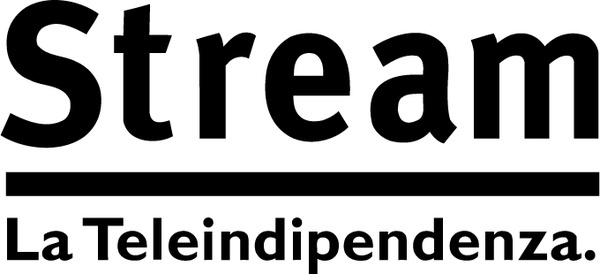
1997 - 2000 (logo testuale)
2000 - 2003

### Fonti legislative
- Legge 6 agosto 1990, n. 223
- Autorità Garante della Concorrenza e del Mercato, Provvedimento 8386 (PDF), in Bollettino settimanale, anno X, n. 23, Presidenza del Consiglio dei Ministri – Dipartimento per l'informazione e l'editoria, 26 giugno 2000,  pp. 8-62. URL consultato il 6 luglio 2024.

### Fonti accademiche
- Tullio Camiglieri, La grande avventura della pay TV, Milano, Mursia, 2008,  p. 168.
- Marco Centorrino, La rivoluzione satellitare: come Sky ha cambiato la televisione italiana, Milano, FrancoAngeli, 2007, ISBN 8846484533.
- Nicola Matteucci, Diritti televisivi, oligopolio ed intervento antitrust nella pay tv (PDF), in Quaderni di ricerca, n. 1, Università delle Marche, luglio 2004. URL consultato il 6 luglio 2024.